# Onomasti komodein
Onomasti komodein  (en griego antiguo: ὀνομαστὶ κωμῳδεῖν, romanizado: onomasti kōmōidein) Onomasti komodein (ὀνομαστὶ κωμῳδεῖν onomasti kōmōidein) es una expresión utilizada en la Antigua Grecia para describir la burla  de personajes mayoritariamente respetados por su nombre en la comedia griega del siglo V a. C. Se trata de un ataque personal en forma satírica, realizado con total libertad  a personajes mayoritariamente respetados en la Comedia griega del siglo V a. C. (también conocida como Comedia antigua) contra personalidades importantes (véanse, en particular, los ataques de Aristófanes contra Cleón, el hombre más poderoso de la Atenas de la época), Sócrates, (el filósofo),Eurípides(el trágico), con el fin de exponer sus defectos.
Según una opinión que debe su origen a la Escuela peripatética, fue el aspecto característico fundamental de la comedia griega antigua de la primera época.